# Filipe de Agira
Filipe de Agira (também Aggira, Agirone, Agirya ou Argira ) foi um dos primeiros confessores cristãos. Existem duas histórias paralelas desse santo que dão possíveis datas em que esse santo viveu. Tradicionalmente, através dos escritos de Santo Atanásio, afirma-se que Felipe de Agira é um santo do século I, nascido no ano 40 D.C na Capadócia ( Turquia moderna) e morreu em 12 de maio de 103.
Outro estudo recente diz ter nascido de um pai sírio na Trácia em uma data desconhecida no século V, cujos irmãos mais velhos se afogaram enquanto pescavam. Filipe era conhecido como o "apóstolo dos sicilianos ", pois foi o primeiro missionário cristão a visitar aquela ilha. Certamente nada mais pode ser afirmado sobre ele.

Seu dia de festa é 12 de maio, e ele é, naturalmente, santo padroeiro da cidade de Agira, na Sicília, e da cidade de Ħaż-Żebbuġ, Malta, e também é comemorado na cidade de Limina, na Sicília, onde ele também viveu. Felipe é um dos santos padroeiros das Forças Especiais do Exército dos Estados Unidos e também conhecido por seu poder de realizar exorcismos.